# Yosuke Fujigaya
Yosuke Fujigaya (藤ヶ谷 陽介 Fujigaya Yosuke?), född 13 februari 1981, är en japansk tidigare fotbollsspelare.
I juni 2001 blev han uttagen i Japans trupp till U20-världsmästerskapet 2001.